# Alchemilla smytniensis
Alchemilla smytniensis é uma espécie de rosácea do gênero Alchemilla, pertencente à família Rosaceae.